# Rodolfo Decker
Rodolfo Antonio Decker (Rojas (Buenos Aires), 13 de junio de 1920 - Ibídem 14 de febrero de 2019) fue un abogado argentino, que fue diputado nacional durante las primeras presidencias de Juan Domingo Perón.

## Biografía
Hijo de Engracia Bernal y de Daniel Emilio Decker, estudió derecho en la Universidad de Buenos Aires, recibiéndose en 1943. Adherente desde muy joven a las ideas del peronismo, en octubre de 1945 fue nombrado secretario del coronel Domingo Mercante, que había suplantado al coronel Perón en la secretaría de Trabajo. Poco después organizó la personería jurídica del Partido Laborista, recién creado, y del cual fue el apoderado. Fue convocado por Perón para organizar la personería jurídica del Partido Laborista en las catorce provincias y el distrito federal. 
En febrero del año siguiente fue elegido diputado nacional y asumió el cargo en el mes de junio de 1946; fue elegido el primer presidente de la bancada peronista, con 26 años de edad. En 1947 presentó un proyecto para someter a juicio político a cuatro ministros de la Corte Suprema de Justicia de la Nación y al procurador general de la Nación. La principal acusación fue la de haber legitimado las dictaduras de 1930 y 1943. El juicio político fue llevado adelante, y tres de los ministros —uno renunció durante el proceso— y el procurador fueron depuestos. Durante esta época fue el conductor de los 114 diputados peronistas
Fue nombrado director del diario El Laborista, cargo que ejerció hasta 1952, año en que también cesó como diputado. En marzo del año siguiente respondió desde ese diario una nota insultante del diario opositor La Prensa contra Eva Perón con una acusación de infidelidad contra la esposa del autor de la nota, el coronel José Francisco Suárez; como resultado fue retado a batirse en duelo con el oficial, pero como rechazó hacerlo con alguien que toleraba la infidelidad de su esposa, debió hacerlo con el coronel Gregorio Pomar y el diputado Luis Dellepiane, ambos muy superiores a Decker en el manejo de las armas, pero sobrevivió al lance.
En 1949 fue nombrado vicepresidente de la Comisión Visca, cuyo objetivo inicial era investigar denuncias de torturas contra opositores; pero que rápidamente viró hacia la investigación de los medios de prensa que no respondieran al gobierno. Como resultado de sus investigaciones, la comisión controló el comercio de papel de diario, asegurando su provisión abundante a los diarios oficialistas, y fuertes restricciones a los opositores. También se realizaron allanamientos, y se cerró La Prensa, que pasó a ser controlada por el sindicalismo peronista. También se cerraron varias decenas de diarios y periódicos en el interior del país.
En 1952, excesivamente identificado con el gobernador Domingo Mercante, no fue elegido a cargo alguno y fue relegado a funciones menores en el Partido Peronista. Se dedicó a la abogacía particular. Con motivo del golpe de Estado de 1955, fue perseguido tenazmente, clausurándole su Estudio Jurídico, teniendo que vivir exiliado por tres años en Montevideo, Uruguay. En 1974, tras la renuncia del gobernador Oscar Bidegain, fue nombrado interventor del Partido Justicialista de la provincia de Buenos Aires.
Aún en 2008 seguía teniendo un estudio de abogado en Buenos Aires, y se declaró favorable al gobierno de Cristina Fernández de Kirchner, y en 2012 continuaba siendo el presidente del Club del 45, instituto dedicado a la divulgación de la doctrina peronista.